# 越南糯米酒
糯米酒（越南语：／），是越南的一种以以米为原料制成的蒸馏酒。属于越南北部菜系。这种酒由經酵母發酵的糯米制成，在香蕉葉中蒸熟。許多越南人認為糯米酒是一種健康的食品，能殺死體內的寄生蟲。